# Кристина
Кристи́на  (болг. Кръстина) село в Бургаській області Болгарії. Входить до складу громади Камено.

## Населення
За даними перепису населення 2011 року у селі проживали 400 осіб.
Національний склад населення села:
| Національність   | Кількість осіб | Відсоток |
| ---------------- | -------------- | -------- |
| болгари          | 160            | 55,6%    |
| цигани           | 111            | 38,5%    |
| не визначились   | 12             | 4,2%     |
| Всього відповіли | 288            |          |

Розподіл населення за віком у 2011 році:
Динаміка населення: